# Franciszek Myszkowski (ordynat)
Franciszek Myszkowski, Franciszek Gonzaga Myszkowski herbu Jastrzębiec (ur. ok. 1625,  zm. w 1669) – pierwszy (V) ordynat z linii bocznej Myszkowskich Ordynacji Myszkowskich w latach 1658–1669. Kasztelan bełski (1659–1669), kasztelan sochaczewski (1659–1661).

## Życiorys
Był synem Aleksandra Myszkowskiego i Marianny Pszońskiej, oraz ojcem Stanisława i Józefa, VI i VII ordynata.
Brał udział w walkach w czasie potopu szwedzkiego służąc w chorągwi Władysława Myszkowskiego. Pomimo zadłużenia i zniszczenia ordynacji Franciszek Myszkowski był hojnym darczyńcą, finansując między innymi zakony Karmelitów i Paulinów. W 1658 roku uzyskał zwolnienie z podatków i zgodę na oddanie Ordynacji w dzierżawę wierzycielom. Zmarł w 1669 roku i został pochowany w kościele Paulinów w Pińczowie.